# Harper (film)
Harper (ve Spojeném království uveden pod názvem The Moving Target) je americký mysteriózní filmový thriller z roku 1966, který natočil režisér Jack Smight podle scénáře Williama Goldmana na motivy románu Rosse Macdonalda The Moving Target z roku 1949. V titulní roli se představil Paul Newman jako Lew Harper (v románu Lew Archer), dále hrají Lauren Bacall, Julie Harris, Arthur Hill, Janet Leigh, Pamela Tiffin, Robert Wagner a Shelley Winters.
Goldman za film získal v roce 1967 cenu Edgar Award za nejlepší filmový scénář. Newman si svou roli Harpera zopakoval ve filmu Návrat Lew Harpera (1975).

## Děj
Soukromý detektiv Lew Harper je najat, aby našel multimilionáře Ralpha Sampsona, který zmizel po příletu do Los Angeles. Jeho fyzicky postižená manželka Elaine se obává, že její manžel plýtvá majetkem, který chce zdědit. Harper vyslýchá Sampsonova pilota Allana Taggerta a jeho svůdnou dceru Mirandu. Stará fotografie herečky v Sampsonově domě ho zavede k Fay Estabrook, nyní stárnoucí alkoholičce. Když Fay omdlí, Harper narazí na jejího ozbrojeného manžela Dwighta Troye, kterého oklame historkou, že je jejím fanouškem.
Harper sleduje telefonní hovor z Fayina domu k barové zpěvačce Betty Fraley. Ta ho pozná a pošle na něj vyhazovače, ale Taggert mu pomůže. Společně sledují nákladní vůz, který unikne, ale zanechá charakteristické stopy. Mezitím Elaine dostane zprávu od Sampsona, který žádá o výkupné 500 000 dolarů. Harper pochopí, že byl unesen, a sleduje stopy k odlehlé hoře, kde Sampson kdysi daroval pozemek falešnému duchovnímu Claudovi.
Během předání výkupného je kurýr zastřelen a peníze ukradne někdo v bílém kabrioletu. Stopa ho zavede do baru The Corner, kde zjistí, že mrtvý muž, Eddie, nedávno telefonoval na velkou vzdálenost. Venku zahlédne Puddlera, jak řídí nákladní vůz, který mu předtím unikl, a sleduje ho do Claudeova chrámu. Odhalí zde pašování nelegálních dělníků řízené Troyem. Troy, který o únosu nic neví, ho zajme, ale Harper unikne a Puddler se při honičce smrtelně zřítí.
Harper začne podezírat Taggerta, Betty a jejího bratra Eddieho. Když se ho pokusí Taggert zastřelit, Graves (Sampsonův právník) ho včas zlikviduje. Harper pak nachází Betty, kterou mučí Troy, Claude a Fay, aby odhalila místo s penězi. Harper Troye zastřelí, Clauda omráčí a Fay zavře do skříně, než Betty zachrání. Betty mu sdělí, že Sampson je držen na opuštěném tankeru. Když tam Harper dorazí, je omráčen a po procitnutí zjistí, že Sampson byl zavražděn. Betty mezitím prchá Harperovým autem, ale havaruje a umírá.
Harper a Graves vyzvednou peníze a jedou k Sampsonovu domu. Cestou Harper obviní Gravese z vraždy Sampsona. Graves přizná, že ho zabil kvůli nenávisti a obavě, že by nepřijal jeho vztah s Mirandou. Harper mu sdělí, že ho předá policii, pokud ho Graves nezastřelí. Když ale Harper vyjde z auta a pustí na zem balík s půl milionem dolarů, Graves nedokáže zmáčknout spoušť. Harper jen zdvihne ruce v rezignaci.